# 141 a.C.
Il 141 a.C. (CXLI a.C. in numeri romani) è un anno  del II secolo a.C.

## Eventi
- Gneo Servilio Cepione e Quinto Pompeo diventano consoli della Repubblica romana.
- Wudi della Dinastia Han sale al trono imperiale cinese

## Nati
- Antioco VIII, sovrano († 96 a.C.)
- Appio Claudio Pulcro, politico romano († 76 a.C.)
- Lucio Marcio Filippo, politico romano († 73 a.C.)

## Morti
- Publio Cornelio Scipione Nasica Corculo, politico romano
- Han Jingdi, imperatore cinese (n. 188 a.C.)